# Harald Hirschsprung
Harald Hirschsprung était un pédiatre danois, né le 14 décembre 1830 à Copenhague, mort le 11 avril 1916.

## Biographie
Son père avait comme projet de le nommer à sa succession dans l'affaire de négoce de tabac qu'il dirigeait, mais Harald voulait devenir médecin.
Brillant élève, il obtient son diplôme en 1855 et s'intéresse très tôt aux pathologies viscérales et à la gastro-entérologie. En 1861, il passe son doctorat et approfondit ses connaissances sur les dysfonctionnements intestinaux, tout en publiant de nombreux ouvrages. Il est ensuite nommé comme médecin chef de pédiatrie à l'hôpital pour enfants de la Reine Louisa en 1891,.
Relativement timide devant une assemblée, il organise ses cours pour des petits groupes et fait preuve d'un grand intérêt pour tous les domaines de la médecine. À l'âge de 74 ans, Harald Hirschsprung est atteint d'une sclérose cérébrale et doit abandonner ses activités hospitalières.
Il continue cependant à travailler sur la maladie qui porte son nom et entrevoit le fait qu'elle puisse résulter d'une anomalie du développement embryonnaire. C'est en 1901 que cette hypothèse est confirmée, lorsque d'autres médecins constatent l'absence de ganglions nerveux dans une zone du côlon. 